# 彩虹底蚶
彩虹底蚶（学名：Bentharaca rubrotincta），是魁蛤目魁蛤科底蚶属的一种。主要分布于中国大陆，常栖息在潮下带100-260米。